# Amit Goswami
Amit Goswami (India, 4 de noviembre de 1936) es un profesor jubilado indio-estadounidense de física teórica centrado en la conexión entre la física cuántica y la conciencia.

## Biografía
Amit Goswami creció en India. Se graduó en 1964 en la Universidad de Calcuta como Doctor en Física Cuántica. Desde 1968 ha trabajado en Estados Unidos como profesor en la Universidad de Oregon. Tras jubilarse en 2003, comenzó a dedicarse al estudio de la parapsicología y se dedicó al "activismo cuántico" para promover sus teorías y conectar la ciencia con la conciencia. Vive en Eugene, Oregon, EE. UU., con su esposa Maggie Goswami, con quien escribió el libro Cosmic Dancers: Exploring the Physics of Science Fiction.

## Trabajos
Amit Goswami ha publicado 21 artículos sobre física cuántica. También ha escrito un gran número de artículos en revistas de medicina, economía y psicología. Goswami muestra en sus artículos cómo la relación entre la consciencia y el mundo físico puede investigarse mediante la física cuántica.
Goswami es el autor del libro de texto "Mecánica cuántica", que se utiliza como trabajo estándar en los cursos de mecánica cuántica en todo el mundo. Sin embargo, fue más conocido por su libro "El universo autoconsciente: cómo la consciencia crea el universo material", publicado en 1993. En este libro se esfuerza por lograr una combinación de la física cuántica y la espiritualidad (misticismo cuántico). También apareció en la película "What the Bleep do we (k)now!?".

## Puntos de vista
Las teorías que Goswami ha desarrollado desde la década de 1980 están inspiradas, entre otras cosas, en la filosofía hindú Vendanta Advaita. Propone el idealismo monista como una extensión de la ciencia. De este modo, se agrega a la ciencia un sistema de idealismo filosófico con énfasis en un ser supremo (Dios o la Naturaleza).
Amit Goswami es miembro del Instituto de Ciencias Noéticas, una institución estadounidense que intenta comprender la conexión entre el mundo interior subjetivo de las personas y la realidad objetiva compartida. Es defensor de sustituir el materialismo por la consciencia como base del mundo, tratando de lograr una combinación de física cuántica y espiritualidad (misticismo cuántico). Los críticos de esta perspectiva sostienen que también se puede lograr una descripción matemática de la conciencia a través de teorías distintas de la física cuántica.
Según Goswami, el neodarwinismo puede ampliarse con la evolución cuántica (aplicando la mecánica cuántica a la teoría de la evolución) para resolver algunas controversias existentes y proporcionar una mejor comprensión de la naturaleza de la vida misma, planteando la posibilidad de que la conciencia puede causar mutaciones directas o variaciones en el fenotipo.